# Port Glaud
Port Glaud é um distrito das Seicheles localizado na região oeste da Ilha de Mahé tem 25.24 km² de área territorial. 
A população de Port Glaud é de 2,572 de habitantes sendo 1,182 homens e 1,390 mulheres, já segundo a estimativa de 2021 é de 3,132 habitantes, esse distrito possui uma densidade de 124.1/km².